# Matej Horvat
Matej Horvat (Zagabria, 30 gennaio 1994) è un giocatore di calcio a 5 croato.

## Carriera

### Club
Laterale mancino dal fisico imponente, a 18 anni abbandona il calcio per dedicarsi al calcio a 5. Tesserato dall'Alumnus Zagabria, già nella prima stagione vince il campionato juniores e debutta in prima squadra. Nel settembre del 2016 passa alla Dinamo Zagabria dove rimane per due stagioni. Si trasferisce quindi al Milano con cui debutta in Serie A. Nonostante la retrocessione dei meneghini, la stagione di Horvat è positiva, impreziosita da 6 reti.

### Nazionale
Già capitano della Croazia Under-21, Horvat entra ben presto anche nel giro della nazionale maggiore, con cui prende parte al deludente campionato europeo del 2016.